# Сесартис (Молетский район)
Сесартис (лит. Siesartis) — село в восточной части Литвы, входит в состав Видянишкяйского староства Молетского района. Известна с 1567 года. По данным переписи населения 2011 года население Сесартиса составлял 1 человек.

## География
Село расположено в западной части района на правом берегу реки Сесартис. Находится на расстоянии примерно 7 км от села Видянишкяй и в 16 км от города Молетай. Ближайший населённый пункт — село Куршишкяй.

## Население
| 1905                           | 1959 | 1970 | 1979 | 1989 | 2001 | 2011 |
| ------------------------------ | ---- | ---- | ---- | ---- | ---- | ---- |
| 16                             | 24   | 18   | 21   | 12   | 6    | 1    |
| Гистограмма динамики населения |      |      |      |      |      |      |